# ريكاردو كاسيني
ريكاردو كاسيني (بالإيطالية: Riccardo Casini)‏ هو لاعب كرة قدم إيطالي في مركز الوسط، ولد في 2 فبراير 1992 في فرارة في إيطاليا. لعب مع نادي بارما ونادي بولونيا ونادي كاتانزارو.

## وصلات خارجية
- ريكاردو كاسيني على موقع قاعدة بيانات كرة القدم.إي يو (الإنجليزية)
- ريكاردو كاسيني على موقع Soccerway.com (الإنجليزية)